# شارلفيل-ميزيير
شارلفيل-ميزيير (بالفرنسية: Charleville-Mézières 
تنطق بالفرنسية: [ʃaʁləvil mezjɛʁ]
) هي بلدية في شمال فرنسا، عاصمة إقليم الأردين في منطقة غراند إيست. تقع شارلفيل-ميزيير على ضفاف نهر الميز.

## التاريخ

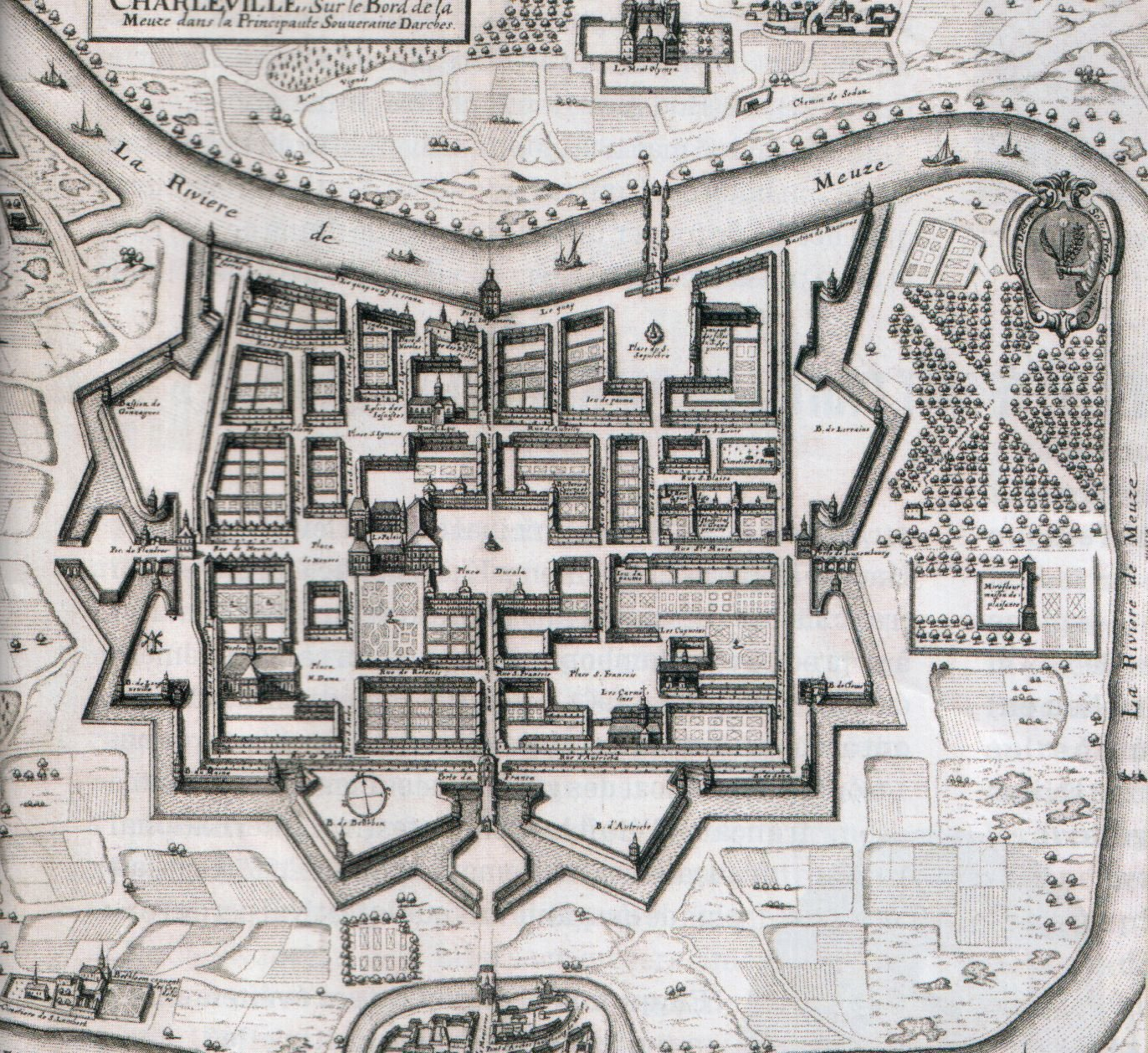
شارلفيل في 1625

شارلفيل و ميزيير أصلاهما مجتمعات منفصلة على عكس البنوك من موس التي تبعد ميلا (2 كم) عنها.
شارلفيل أسسها تشارلز غونزاغا، الدوق الثامن ل دوقية مانتوفا في عام 1606. سكانها كانوا معروفين بكارولوبولتانز (كارولوبولتانزيين). كانت البلدة مزدهرة في القرن 17، وعلى الرغم من تحصيناتها تم تفكيكها على يد لويس الرابع عشر في عام 1687 وصارت تابعة إلى المملكة الفرنسية في 1708. وقد نهبت من قبل البروسيين في عام 1815. فرنسا الملكي لصناع  الأسلحة كان يقع سابقا هناك وأعطت اسمها إلى شارلفيل البندقية قبل أن يجري تقسيمها ونقلها إلى تول وشاتيليرو. في القرن 19, واصلت المدينة إنتاج الأسلحة من خلال شركات الخاصة، وكذلك الأظافر والأجهزة والنبيذ والأرواح والفحم والحديد وحجر. بل تفاخر بميناء واسع ومسرح كبير ومكتبة عامة، ومتحف التاريخ الطبيعي.
سكان ميزيير كانوا يعرفون باسم ماسريان (ماسرييين).
قبل منتصف القرن 19، البلدتين كانتا مرتبطين بجسر معلق. وتم دمجها في بلدية واحدة في عام 1966. وبلدية لوثو قد تم دمجها في ميزيير في عام 1965. ويبلغ عدد سكانها حوالي 51000.

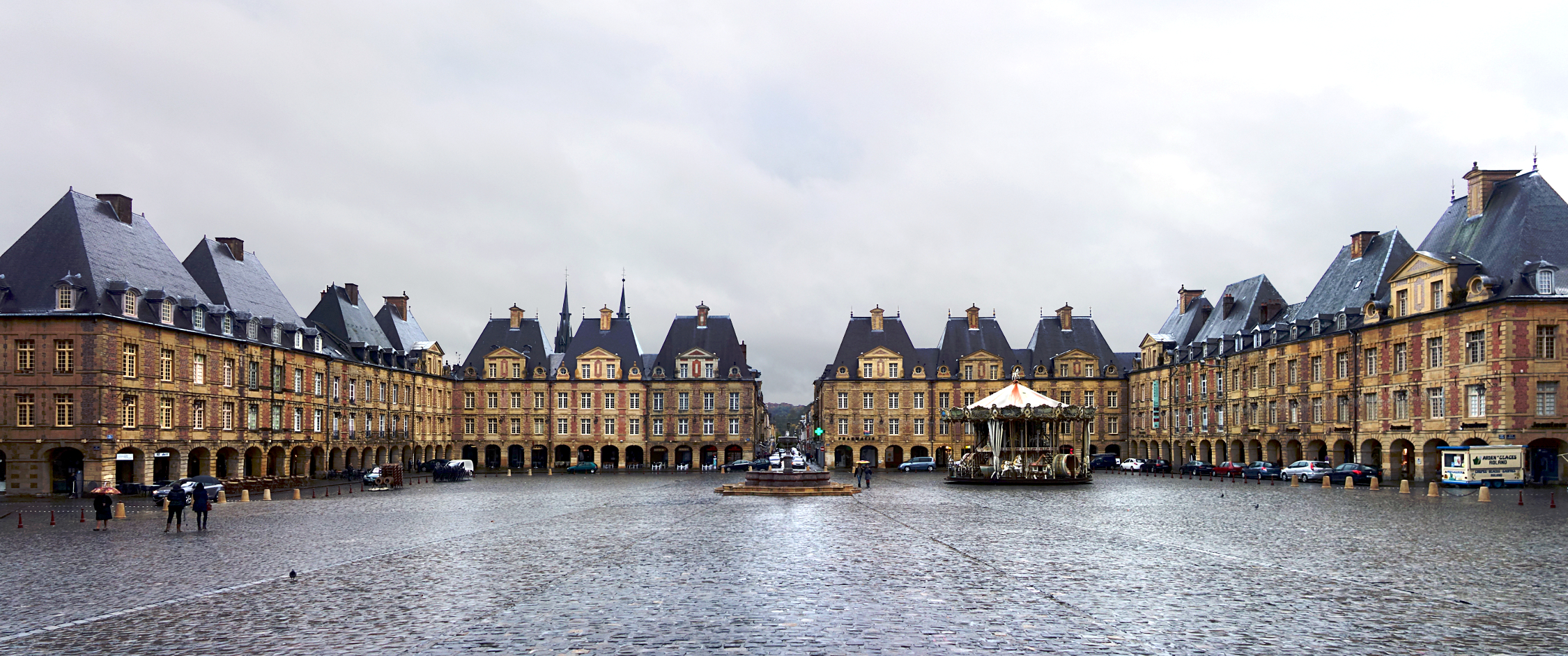
صورة بانورامية لساحة دوكالي

## المناخ
| Climate data for Charleville-Mézières (1981–2010 averages) | Climate data for Charleville-Mézières (1981–2010 averages) | Climate data for Charleville-Mézières (1981–2010 averages) | Climate data for Charleville-Mézières (1981–2010 averages) | Climate data for Charleville-Mézières (1981–2010 averages) | Climate data for Charleville-Mézières (1981–2010 averages) | Climate data for Charleville-Mézières (1981–2010 averages) | Climate data for Charleville-Mézières (1981–2010 averages) | Climate data for Charleville-Mézières (1981–2010 averages) | Climate data for Charleville-Mézières (1981–2010 averages) | Climate data for Charleville-Mézières (1981–2010 averages) | Climate data for Charleville-Mézières (1981–2010 averages) | Climate data for Charleville-Mézières (1981–2010 averages) | Climate data for Charleville-Mézières (1981–2010 averages) |
| Month                                                      | Jan                                                        | Feb                                                        | Mar                                                        | Apr                                                        | May                                                        | Jun                                                        | Jul                                                        | Aug                                                        | Sep                                                        | Oct                                                        | Nov                                                        | Dec                                                        | Year                                                       |
| ---------------------------------------------------------- | ---------------------------------------------------------- | ---------------------------------------------------------- | ---------------------------------------------------------- | ---------------------------------------------------------- | ---------------------------------------------------------- | ---------------------------------------------------------- | ---------------------------------------------------------- | ---------------------------------------------------------- | ---------------------------------------------------------- | ---------------------------------------------------------- | ---------------------------------------------------------- | ---------------------------------------------------------- | ---------------------------------------------------------- |
| Record high °C (°F)                                        | 15.0 (59)                                                  | 17.5 (63.5)                                                | 22.0 (71.6)                                                | 28.1 (82.6)                                                | 30.7 (87.3)                                                | 34.9 (94.8)                                                | 35.3 (95.5)                                                | 37.0 (98.6)                                                | 30.7 (87.3)                                                | 27.7 (81.9)                                                | 19.9 (67.8)                                                | 15.6 (60.1)                                                | 37.0 (98.6)                                                |
| Average high °C (°F)                                       | 5.1 (41.2)                                                 | 6.6 (43.9)                                                 | 10.8 (51.4)                                                | 14.6 (58.3)                                                | 18.8 (65.8)                                                | 21.6 (70.9)                                                | 24.1 (75.4)                                                | 23.7 (74.7)                                                | 19.6 (67.3)                                                | 14.9 (58.8)                                                | 9.1 (48.4)                                                 | 5.7 (42.3)                                                 | 14.6 (58.3)                                                |
| Average low °C (°F)                                        | −0.5 (31.1)                                                | −0.7 (30.7)                                                | 1.6 (34.9)                                                 | 3.3 (37.9)                                                 | 7.3 (45.1)                                                 | 10.2 (50.4)                                                | 12.1 (53.8)                                                | 11.7 (53.1)                                                | 8.9 (48)                                                   | 6.2 (43.2)                                                 | 2.7 (36.9)                                                 | 0.5 (32.9)                                                 | 5.3 (41.5)                                                 |
| Record low °C (°F)                                         | −17.5 (0.5)                                                | −16.7 (1.9)                                                | −13.8 (7.2)                                                | −8.5 (16.7)                                                | −4.4 (24.1)                                                | −2.4 (27.7)                                                | 1.7 (35.1)                                                 | 0.4 (32.7)                                                 | −2.0 (28.4)                                                | −6.7 (19.9)                                                | −11.8 (10.8)                                               | −16.4 (2.5)                                                | −17.5 (0.5)                                                |
| Average precipitation mm (inches)                          | 102.3 (4.028)                                              | 77.0 (3.031)                                               | 82.5 (3.248)                                               | 62.7 (2.469)                                               | 69.4 (2.732)                                               | 70.4 (2.772)                                               | 74.6 (2.937)                                               | 70.8 (2.787)                                               | 67.2 (2.646)                                               | 88.3 (3.476)                                               | 86.9 (3.421)                                               | 106.3 (4.185)                                              | 958.4 (37.732)                                             |
| Average precipitation days                                 | 13.7                                                       | 11.3                                                       | 13.3                                                       | 10.9                                                       | 11.3                                                       | 10.4                                                       | 10.0                                                       | 9.6                                                        | 10.2                                                       | 11.8                                                       | 12.9                                                       | 14.1                                                       | 139.5                                                      |
| Mean monthly sunshine hours                                | 53.6                                                       | 66.5                                                       | 118.5                                                      | 163.5                                                      | 186.6                                                      | 195.2                                                      | 206.3                                                      | 196.9                                                      | 143.5                                                      | 97.2                                                       | 45.6                                                       | 42.6                                                       | 1,515.9                                                    |
| Source: Météo France                                       |                                                            |                                                            |                                                            |                                                            |                                                            |                                                            |                                                            |                                                            |                                                            |                                                            |                                                            |                                                            |                                                            |

## الثقافة
الزواج هو جزء مهم من الحياة الثقافية  في شارلفيل-ميزيير، وهو ما يسمى «عاصمة العالم في فنون العرائس». وهو مهرجان العرائس الدولي يتم عقده كل ثلاث سنوات منذ عام 1961 وأصبح الحدث مرة كل سنتين منذ عام 2011. المدينة هي أيضا المقر الرئيسي ل UNIMA وكذلك معهد العرائس الدولي (بالفرنسية: Institut International de la Marionnette), الذي يقع في مبنى تاريخي يتميز بإنسان عملاق من العرائس الذي يؤدي دمية تظهر كل ساعة.

## النقل
حافلات المدينة تدار من قبل  شركة تاك،  وتوفر محطة شرفيل-ريفيير النقل عبر قطار فائق السرعة (TGV) إلى باريس، رانس، ليل، ميتز ووجهات إقليمية.

## الرياضة
نادي أولمبيك شارفيل-ريفيير لكرة القدم تمثل المدينة في كرة القدم. ونجم شارفيل ريفيير هو نادي كرة السلة.

## أعلام المدينة
- لويس دوفور، آبـي من Longuerue ، ولد في شارلفيل.[6]
- آرثر رامبو، شاعر فرنسي، ولد في شارلفيل.
- ناتالي دو وايلي، مؤرخ في القرن 19 ولد في شارلفيل.
- لويز بيلوك، كاتبة فرنسية فائزة بجائزة فيمينا في 1960، ولدت في شارلفيل

## توأمة
لدى شارلفيل-ميزيير علاقة توأمة مع:
- نيفير، فرنسا
- مانتوا، إيطاليا
- دولمن، ألمانيا
- أويسكيرشن، ألمانيا
- نوردهاوسن، ألمانيا
- إييدا، اليابان

## وصلات خارجية
- الموقع الرسمي